# Teodor Baconschi
Teodor Baconschi (né le 14 février 1963 à Bucarest) est un diplomate, homme politique et anthropologue des religions roumain, membre du Parti Mouvement populaire (PMP). Il est ambassadeur de Roumanie en France de 2007 à 2009 et ministre des Affaires étrangères de 2009 à 2012.

## Biographie
Teodor Baconschi est le fils du poète Anatol E. Baconsky (en). En 1995, il obtient un doctorat en Anthropologie religieuse et Histoire comparée des religions à l'université Paris IV Sorbonne. 
Après avoir travaillé comme éditeur, il entame une carrière diplomatique. Il est nommé ambassadeur de Roumanie auprès du Saint-Siège de 1997 à 2000 par le président Emil Constantinescu. Par la suite, il occupe à nouveau le poste d'ambassadeur de Roumanie au Portugal (2002-2004), puis en France entre 2007 et 2009. 
Le 23 décembre 2009, il est nommé ministre des Affaires étrangères dans le gouvernement d'Emil Boc. Le 28 septembre 2010, il rejoint le Parti démocrate libéral au pouvoir. En janvier 2012, alors que depuis plusieurs jours à Bucarest des manifestants protestent  contre la réforme du système de santé, il publie sur son blog un texte fustigeant les débordements qui ont lieu en marge de ces rassemblements. Le Premier ministre Emil Boc demande alors sa révocation le 23 janvier.
Il parle couramment anglais, français et italien.
Il est marié depuis 1991 à la journaliste et poétesse roumaine Marina Dumitrescu, avec qui il a deux enfants, Irina et Stefan.

## Distinctions
- Grand officier de l'ordre du Mérite du Portugal

## Publications
Teodor Baconschi a publié plusieurs ouvrages, notamment sur des sujets religieux. Entre autres :
- Le rire des pères : essai sur le rire dans la patristique grecque, Paris, Desclée de Brouwer, 1996
- Iacob și îngerul. 45 de ipostaze ale faptului religios [Jacob et l'ange. 45 hypostases du fait religieux], Bucarest, Ed. Anastasia, 1996
- Pe ce lume trăim [Dans quel monde vivons-nous], Bucarest, Editura Pro, 2004
- Insula Cetății. Jurnal parizian [L'île de la Cité. Journal parisien], Bucarest, Ed. Curtea Veche, 2005
- Creștinism și democrație [Christianisme et Démocratie], Bucarest, Ed. Curtea Veche, 2010
- Facebook, Fabrica de narcisism, Bucarest, Humanitas, 2015